# Poa leptocoma
Poa leptocoma är en gräsart som beskrevs av Carl Bernhard von Trinius. Poa leptocoma ingår i släktet gröen, och familjen gräs. Inga underarter finns listade i Catalogue of Life.

## Bildgalleri

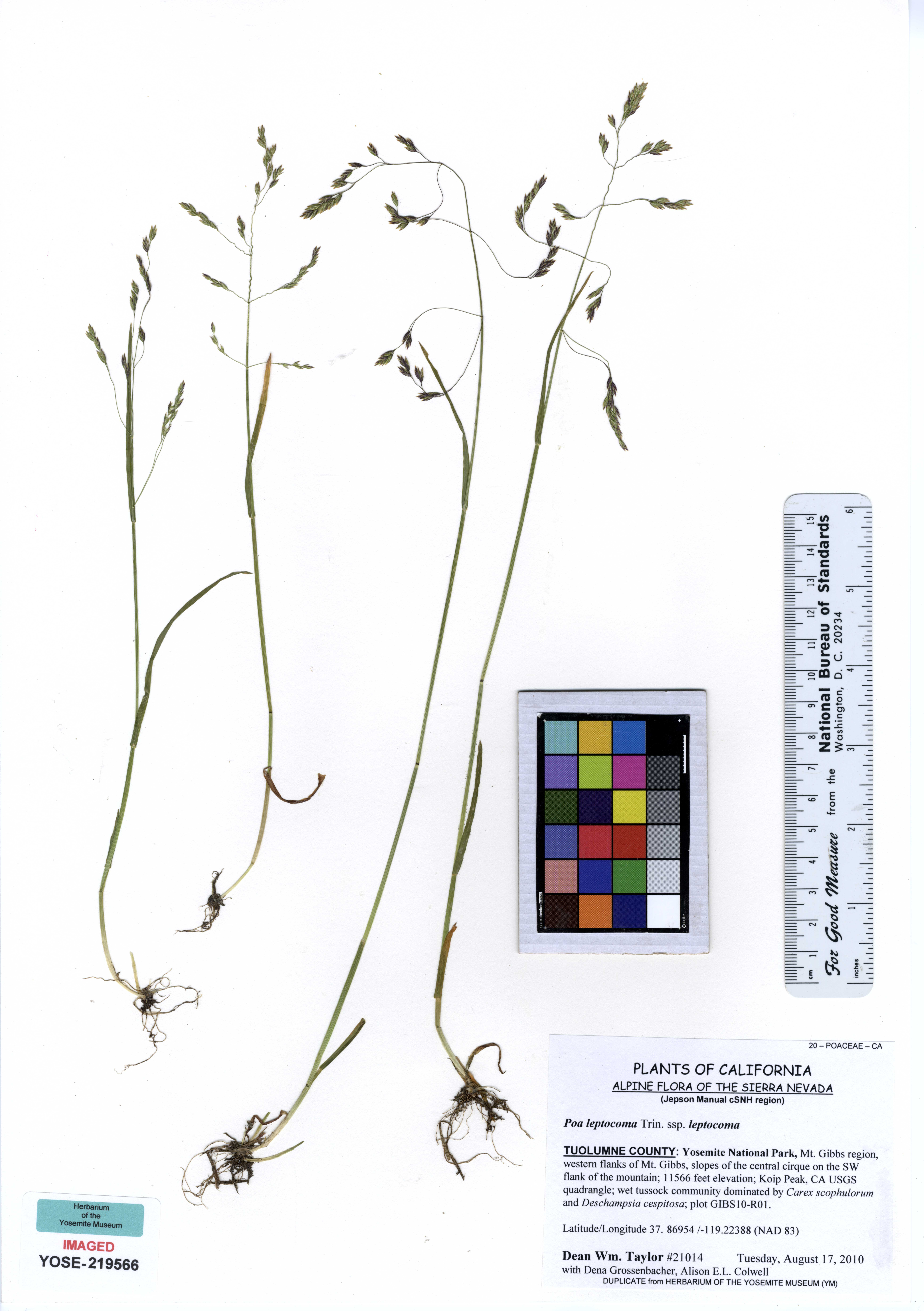